# Источни трстењак
Источни трстењак (лат. Acrocephalus paludicola) је грмуша Старог света из рода Acrocephalus. Гнезди се у умереном источном делу Европе и западном делу Азије, са процењеном популацијом од 11.000-15.000 парова.

## Таксоономија
Источног трстењака описао је Vieillot, 1817. у својој "Nouveau dictionnaire d'histoire naturelle, appliquée aux arts, à l'agriculture, à l'économie rurale et domestique, à la médecine"
Име рода Acrocephalus потиче од старогрчких речи akros, „највиши“, и kephale, „глава“. Могуће је да су Науман и Науман мислили да акрос значи „оштар“. Специфични епитет paludicola је латинског порекла, од paludis, „мочвара“, и colere, „насељавати“.

## Опис
Источни трстењак је миграторна врста која зимује у западној Африци. Након много година неизвесности, зимовалишта већег дела европске популације коначно су откривена у Националном резервату птица Џуџ у Сенегалу, са између 5.000 и 10.000 птица присутних на овом једном месту. Његова југозападна миграциона рута значи да редовно прелази чак до Велике Британије и Ирске на запад.
Источни трстењак је мала птица певачица која се налази у влажним вресиштима са вегетацијом краћом од 30 цм. Због исушивања је ова врста опала, а њено упориште је сада регион Полесје у источној Пољској и јужној Белорусији, где се гнезди 70% светске популације. 3-5 јаја се полаже у гнездо у ниској вегетацији. Ова врста је веома промискуитетна, при чему већина мужјака и женки има потомство са више партнера.
Источни трстењак је средње велика грмуша. Одрасла јединка источног трстењака има јако пругаста смеђа леђа и бледи доњи део тела са променљивим пругама. Чело је спљоштено, а кљун је јак и шиљат. Постоји истакнут беличаст суперцилијум и крунска пруга на глави.
Може се помешати са младом трстењаком рогожарем, која може показивати пругу на круни, али је обележавање јаче код ове врсте, која у лету изгледа блеђе и има шиљатији реп. Полови су идентични, као и код већине грмуша, али младе птице немају пруге на грудима испод. Као и већина грмуша, инсектојед је, али ће јести и друге ситне храну, укључујући бобичасто воће .

## Оглашавање
Песма је брза, брбљава "џа-џа-џа" испрекидана типичним акрокефалинским звиждуцима.

## Статус
Источни трстењак је најређа и једина међународно угрожена птица певачица која се налази у континенталној Европи. Осим веома мале преостале популације у Западном Сибиру, њена места за гнежђење су потпуно ограничена на Европу.
Главна претња са којом се врста суочава је губитак и деградација станишта услед исушивања мочвара, опадања традиционалне, екстензивне пољопривреде и зарастања станишта врсте трском, жбуњем или дрвећем. Под покровитељством Конвенције о миграторним врстама дивљих животиња (CMS), познате и као Бонска конвенција, закључен је Меморандум о разумевању (MoU) у вези са мерама заштите источног трстењака, који је ступио на снагу 30. априла 2003. године. Меморандум о разумевању обухвата 22 државе подручја (Белорусију, Белгију, Бугарску, Француску, Немачку, Мађарску, Летонију, Литванију, Луксембург, Мали, Мауританију, Мароко, Холандију, Пољску, Португал, Руску Федерацију, Сенегал, Словачку, Шпанију, Швајцарску, Украјину и Уједињено Краљевство). Од августа 2012. године, 16 држава подручја је потписало Меморандум о разумевању. Овај инструмент пружа основу владама, невладиним организацијама и научницима да раде заједно како би спасили врсте и њихово станиште.
Велики део средстава за заштиту станишта ове врсте долази из програма ЕУ LIFE.

### Методе конзервације
Главна метода која се користи за заштиту врсте од изумирања је обнова станишта. Сече се жбуње, трска и дрвеће. Адекватан ниво регулације воде постиже се уградњом хидрауличне опреме.
Да би заштитили потомство источног трстењака, пољопривредници треба да одаберу оптимално време кошења травњака (најкасније до 15. августа) и да се одлуче за еколошки прихватљиве технологије кошења. Пошто касно покошена трава није погодна за исхрану, што ове мере чини економски неповољним, пољопривредници који пристану да помогну добијају државне надокнаде. Неупотребљива касно покошена трава се одвози у постројења за прераду која је рециклирају у биогориво од траве.

### Транслокације
Због малих и фрагментираних популација источног трстењака у Литванији, пресељење у резерват биосфере Жувинтас у Литванији постало је неопходно као метод за преокретање смањења генетске разноликости у региону 
Током првог пресељења врсте у јуну 2018. године, Литвански балтички еколошки форум (BEF) успешно је преселио, одгајио и пустио 49 птића источног трстењака из Званеца у Белорусији у резерват биосфере Жувинтас у Литванији. До краја летње сезоне размножавања 2019. године, 11 (22%) пресељених птица вратило се у резерват биосфере Жувинтас.
Лета 2019. године, BEF је успешно преместио, одгајио и пустио додатних 50 птица из Званеца у Белорусији у резерват биосфере Жувинтас.

## Распон и популација
| Земља/регион           | Процена средње популације (мужјаци који певају) | Тренд популације, коментари                                                                                     |
| ---------------------- | ----------------------------------------------- | --- |
| Централноевропски      | 10,769                                          | Опадање/флуктуација                                                                                             |
| Белорусија             | 4,120                                           | Опадање |
| Украјина               | 3,653                                           | Флуктуира, али квалитет података је низак                                                                       |
| Источна Пољска         | 2,996                                           | Растуће |
| Литвански              | 110                                             | Флуктуира са скорашњим повећањем                                                                                |
| Литванија              | 110                                             | Снажан пад до 2013, након тога пораст                                                                           |
| Летонија               | 0                                               | Записи из последње сезоне гнежђења 2000-2002                                                                    |
| Мађарски               | 65                                              | Ниједна птица није забележена од 2011. године                                                                   |
| Мађарска               | 65                                              | Нагли пад до 2010. на 15-18 м.н., ниједна птица није забележена од 2011.                                        |
| Померански             | 30                                              | Опадање |
| Западна Пољска         | 28                                              | Снажан континуирани пад од средине 1990-их                                                                      |
| Немачка                | 2                                               | Снажан пад од почетка 19. века, 0-10 с.м. 2007–10, 3 с.м. у 2010, 3 с.м. у 2012, 1 с.м. у 2013, одсутан од 2014 |
| Сибирски               | 0-500                                           | Непознат |
| Русија (Западни Сибир) | 0-500                                           | Записи из последње сезоне гнежђења из 2000. (западни Сибир), могуће сада изумрла врста                          |
| Глобална популација    | 10,974                                          | Стабилне/флуктуирајуће, али мале географске подпопулације опадају                                               |